# Flagelliphantes
Flagelliphantes là một chi nhện trong họ Linyphiidae.